# 正三角錐柱
正三角錐柱（せいさんかくすいちゅう、Elongated triangular pyramid）とは、7番目のジョンソンの立体で、正三角柱の内の1つの底面に正三角錐（正四面体）をつけたものである。

## 性質
- 辺構成: 正三角形同士が接する：3、正三角形と正方形：3+3、正方形同士：3
- 表面積: 一辺を{\displaystyle a}とすると {\displaystyle S=(3+{\sqrt {3}})a^{2}}
- 体積: 一辺を{\displaystyle a}とすると {\displaystyle V={{{\sqrt {2}}+3{\sqrt {3}}} \over {12}}a^{3}}

## 関連図形
| 正三角柱 （正四面体を取り除く）       | 正四面体 （正三角柱を取り除く） | 正四角錐柱 （錐の角の数を増やす） |
| 正五角錐柱 （錐の角の数を更に増やす） | 双三角錐柱 （正四面体を追加）   |                                   |